# Евсеев, Александр Иванович
Александр Иванович Евсеев (13 января 1919, село Вязовка, Майнский район, Ульяновская область — 1999, Москва) — журналист, редактор, военный историк, кандидат военных наук, доцент, генерал-майор.

## Биография
Родился 13 января 1919 года в д. Вязовке Майнского района Ульяновской области.
Окончил Ульяновское бронетанковое училище в 1940 году, командный факультет Академии бронетанковых войск имени И. В. Сталина в 1944-м, основной курс Высшей военной академии в 1952 году, военно-исторический факультет Высшей военной академии в 1953 году.
Кандидат военных наук (1967), доцент кафедры оперативного искусства (1969).
Главным редактором «Военно-исторического журнала» назначен в июне 1982 года. С июня 1986 года находился в распоряжении Генерального штаба ВС СССР, уволен в отставку в июле 1986 года.

## Звания
- Генерал-майор (25.10.1967)
- Генерал-лейтенант (16.12.1982)

## Награды
- Орден Красной Звезды;
- Орден Отечественной войны 2 степени.